# Майоли, Моника
Моника Майоли (Monica Majoli, 1963, Лос-Анджелес, Калифорния) — современная американская художница.

## Образование
- Университет Калифорнии, Лос-Анджелес

## Творчество
Живопись маслом и акварели Майоли затрагивают вопросы сексуальности, смертности и трансцендентальности. Хотя работы часто включают явно сексуальные образы, акцент делается на психологических аспектах физического опыта.  Впервые художница получила признание благодаря живописи с изображением сексуальных контактов геев. Позднее она сосредоточилась на своей собственной сексуальной идентичности, начала изображать себя во время групповых половых актов, с фаллоимитаторами в качестве реквизита.
С 1999 Майоли работала над большой серией акварелей с изображением мужчин в фетишистского вида повязках и костюмах. Некоторые из работ этой серии большого формата, изображают фигуры в натуральную величину, свисающие с деревьев в лесу.

## Персональные выставки
- 2007 Air de Paris, Париж
- 2006 Галерея Гагосяна, Нью-Йорк
- 1998 Feature, Inc., Нью-Йорк
- 1995 Air de Paris, Париж

## Публичные коллекции
- Музей современного искусства, Нью-Йорк
- Whitney Museum of American Art, Нью-Йорк
- Hammer Museum, Лос-Анджелес
- The Getty Research Institute, Лос-Анджелес